# Gunima Reloaded
Gunima Reloaded ist ein deutscher Kurzfilm aus dem Jahr 2021 nach dem Drehbuch und unter der Regie von Ömer Pekyürek. Der Film ist als eine moderne Western-Version zu verstehen und bedient sich einiger Science-Fiction-Elemente.

## Handlung
10 Jahre sind vergangen, seit sich die Forest Ranch mit ihrer rassistischen Vergangenheit auseinandergesetzt hat. 
Es handelte sich damals um einen Völkermord an den Siedlern, an dem Rudolf indirekt beteiligt war. Sein Bruder Walther hat einen Deal mit Sheriff Tom geschlossen, um seine vergangenen Taten in Vergessenheit geraten zu lassen. Dieser Deal war Rudolf nicht bekannt. Für Rudolf handelte es sich um Einzeltaten von Kopfgeldjägern und nicht um eine systematische Ausrottung aller Fremden im Dorf. 
Im Saloon erzählt Rudolf Ima, der Helferin des Barkeepers, die Geschichte des Dorfes. Hier beginnt der eigentliche Film.

## Zielsetzung
Ziel ist es bei dem Zuschauer ein grundsätzliches Interesse an einem multikulturellen Miteinander zu wecken und bei ihm das Bewusstsein für die Tatsache zu schärfen, dass wie auch immer geartete Fremdheit schon immer Herausforderungen mit sich brachte, aber dennoch einen Gewinn für alle Beteiligten darstellt. 
Die Themen Integration, Zuwanderung und Vorurteile werden hier in die Zeit des Wilden Westens transferiert. Der damalige Siedler ist heute der Einwanderer oder der Flüchtling in Deutschland. Darüber hinaus sollen die Sehgewohnheiten der Zuschauer gezielt durchbrochen werden. 
Gezeigt wird eine bunte Welt, in der man Arrangements für ein Miteinander finden muss. 

## Auszeichnungen
- 2022: Teilnehmer beim Video Rodeo Kurzfilmfestival in Essen
- 2022: Gewinner Best Sci-Fi beim Budapest Film Festival
- 2022: Special Winner beim Best Istanbul Film Festival
- 2023: Gewinner Best Original Score / Best Short Film beim Tekka International Film Festival Singapore
- 2023: Gewinner Best Costume Design beim Athens International Film Festival
- 2023: Gewinner Best Costume Design bei den Barcelona Indie Awards
- 2023: Gewinner Best Costume Design & Make-Up beim Helsinki International Film Festival
- 2023: Gewinner Best Costume Designer beim Rohip International Film Festival, Indien
- 2023: Gewinner Best Fantasy Short Film und Best Costume Design beim Makizhmithran International Film Festival